# 玩具總動員5
《玩具總動員5》（英語：Toy Story 5）是一部2026年美國3D電腦動畫電影，由華特迪士尼影業和皮克斯動畫工作室製作，並由華特迪士尼工作室電影發行。該片為2019年電影《玩具總動員4》的續集，也是《玩具總動員》主系列第五部電影，由安德魯·史坦頓執導，麥肯納·珍·哈里斯擔任聯合導演，湯姆·漢克斯和提姆·艾倫配音。
2019年2月，艾倫表示有興趣製作《玩具總動員5》，而漢克斯在5月表示《玩具總動員4》將是該系列最後一部的電影，但不排除續作推出的可能性。2023年2月，正式確認開發《玩具總動員5》，漢克斯和艾倫將回歸。2024年6月，史坦頓獲聘執導，哈里斯於7月加入。
《玩具總動員5》排定2026年6月19日於美國上映。

## 劇情
胡迪、巴斯光年等玩具將對抗現今讓小孩沉迷的電子產品，以及由50個陷入故障狀態的巴斯光年玩具組成的反派軍團。

## 配音
- 湯姆·漢克斯聲演胡迪
- 提姆·艾倫聲演巴斯光年

翠絲、火腿、彈簧狗、抱抱龍、紅心、叉奇以及邦妮將出現於片中。

## 製作
2019年2月，於《玩具總動員》主系列聲演巴斯光年的提姆·艾倫表示有興趣製作《玩具總動員5》。2019年5月，製片人馬克·尼爾森（Mark Nielsen）透露，在《玩具總動員4》之後，皮克斯將暫時把焦點重新放回原創電影上，而不是製作續集。2019年5月，湯姆·漢克斯於《艾倫愛說笑》表示《玩具總動員4》將是該系列最後一部的電影。同月，尼爾森表示皮克斯並不排除製作《玩具總動員5》的可能性。
2023年2月，迪士尼執行長勞勃·艾格於第一季度財報會議上確認正在開發《玩具總動員5》，而艾倫確認回歸聲演巴斯光年。同月底，彼特·達克特表示，該片將會「令人驚訝」，並有些「你以前從未見過的酷東西」。2023年6月，達克特確認胡迪將出現於片中。2023年9月，湯姆·漢克斯的弟弟吉姆·漢克斯確認湯姆將會回歸聲演胡迪。2024年6月，達克特宣布安德魯·史坦頓將執導《玩具總動員5》。2024年8月，迪士尼在D23博覽會上釋出首張概念圖及前導預告片，並公開劇情大綱，以及宣布曾執導短片《艾伯托的新生活》的麥肯納·珍·哈里斯（McKenna Jean Harris）將擔任聯合導演，潔西卡·蔡（Jessica Choi）擔任製片人。

## 發行
《玩具總動員5》排定2026年6月19日於美國上映。

## 外部連結
- 互联网电影数据库（IMDb）上《玩具總動員5》的资料（英文）